# Parmička čtyřpruhá
Parmička čtyřpruhá (Puntigrus tetrazona) (Bleeker, 1855) je druh tropické kaprovité ryby vyskytující se na Sumatře a v Borneu.

## Popis
Parmička čtyřpruhá může dorůstat délky asi 5–6 centimetrů, výjimečně až 10 centimetrů. Původní zbarvení ryby je stříbrné až hnědavě žluté se čtyřmi svislými černými pruhy a červenými ploutvemi a tlamou. Zelená forma Parmičky čtyřpruhé je stejné velikosti a má stejnou povahu jako čtyřpruhá. Zelená forma se často nazývá mechová. Albino forma je světle žlutá až bílá se čtyřmi sotva viditelnými pruhy.

## Přirozené prostředí a výskyt
Jedná se o sladkovodní, benthopelagický (žijící u dna) druh. Původem je z Bornea a Malajsie, včetně Sarawaku a Kalimantanu. Najdete je také na ostrově Sumatra, v Thajsku a v Kambodži. Parmičky čtyřpruhé se vyskytují také v mnoha jiných částech Asie, ale vzhledem k málo spolehlivým údajům o pozorování po delší dobu jsou konkrétní závěry o jejich přirozeném zeměpisném rozsahu obtížné. Puntigrus tetrazoma bývá na Borneu občas zaměňován za druh Puntigrus anchisporus, který má podobný vzhled. Nepůvodním druhem jsou v Singapuru, Austrálii, Spojených státech a Kolumbii. Ve svém původním prostředí tyto ryby obývají klidné části řek lemované stromy a přítoky lemované pískem, kameny a hustou vegetací, kde se živý hmyzem, řasami, bezobratlými a zbytky rostlin. Dávají přednost čisté, vysoce okysličené vodě. Optimální rozsah hodnot pH je 6,0 – 8,0 a rozsah tvrdosti vody je 5 – 19 dH. Preferovaná teplota je 20 – 26 °C

## V akváriu
Jedná se o méně náročný druh aktivní akvarijní ryby. Jsou ovšem vášnivými plavci a potřebují dostatek prostoru na plavání. To může pomoci odvrátit agresivní chování. Jedná se o hejnovou rybu, je dobré je chovat alespoň v 10 kusech. Větší hejno a větší nádrž pozitivně ovlivňuje délku jejich života, jejich barevné vybarvení a agresivitu vůči ostatním (zejména pomalejším) druhům. Ráda tahá a okusuje protažené ploutve jiných druhů ryb. (skaláry, labyrintky). Ryby jsou vhodné do společenské nádrže k podobně aktivním druhům. Nádrž by měla být hojně osázena rostlinami a měla by disponovat kvalitní filtrací. Krmení je velmi snadné, jako potravu lze zvolit jakékoliv suché vločkové krmivo s vysokým obsahem živin nebo jakékoliv živé krmení, například nitěnky nebo pakomáří larvy (tzv. patentky). Tento druh obvykle pozře vše, co se dostane do vody.

## Odchov
Optimální teplota vody je 26 °C. Nádrž by měla mít okolo 30 l, s měkkou vodou a jemnolistými rostlinami. Je možné třít v páru (jeden samec na jednu samici), nebo i hromadně v poměru 2:4 samic/samců. Před vlastním třením samec pronásleduje samici a snaží se jí strkat tlamou do boku a břicha. Samec přehne ocasní ploutev přes hřbet samičky a v ten moment jsou uvolňovány jikry, které sameček ihned oplodňuje. Tento průběh se může opakovat a trvat i několik hodin. Tyto ryby jsou velmi plodné, na jednu samici může být až 500 jiker. Po výtěru je ryby nutné ihned odlovit. Potěr se vylíhne za 24 až 36 hodin od výtěru. Rozplavaný plůdek potřebuje množství velmi jemné potravy, je náchylný na změnu hodnot vody a na přelovování. Růst je dosti rychlý, za 14 dní jsou na potěru při optimální stravě již zřetelné typické pruhy.

## Hybridizace
Mezidruhová a vnitrodruhová hybridizace se provádí za účelem dosažení různých barev a vzorů, aby byla uspokojena poptávka trhu po nových variantách.